# Košice III

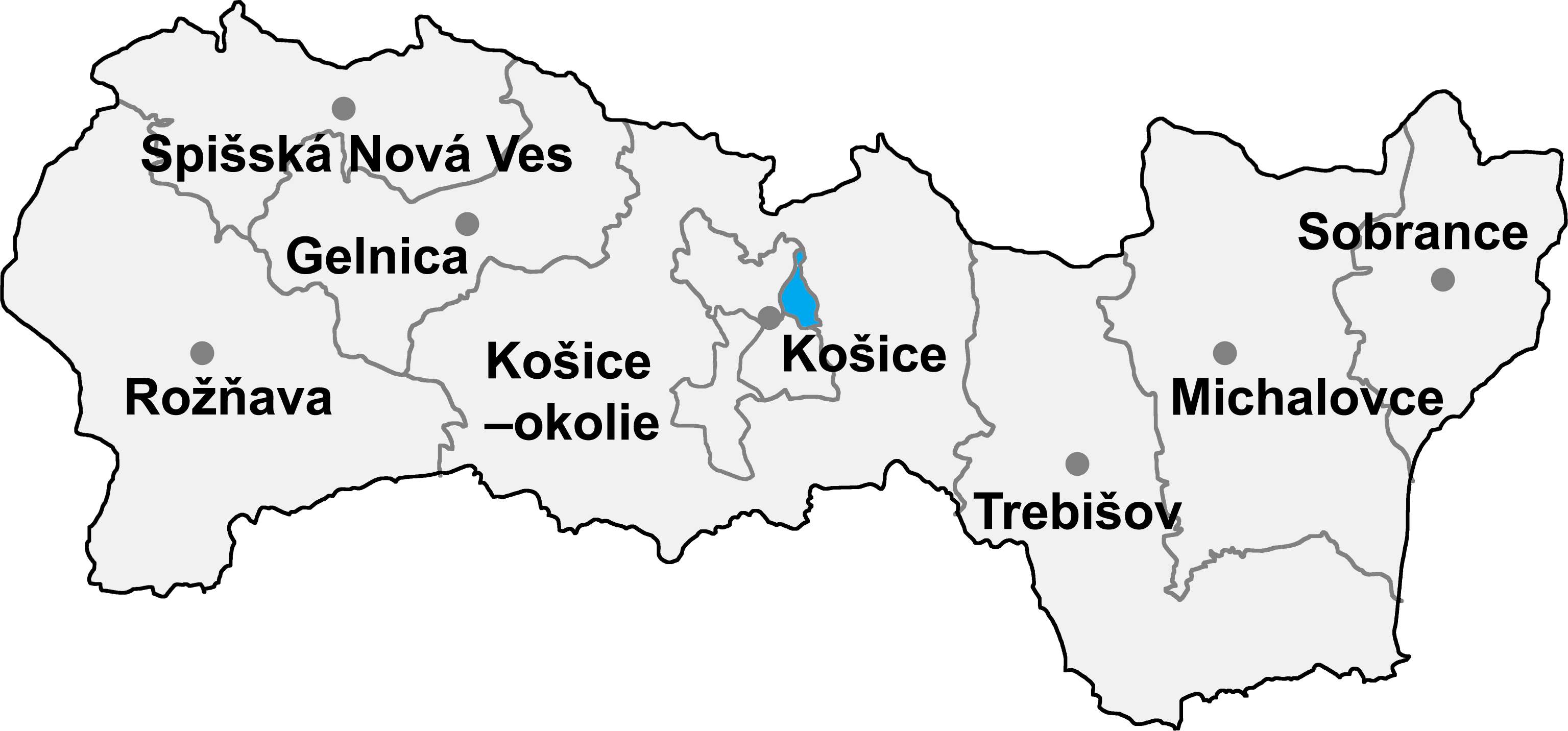
Districtul Košice III

Districtul Košice III (okres Košice III) este un district în Slovacia estică, în Regiunea Košice, în orașul Košice. Se învecinează cu districtele Košice I, Košice II, Košice IV și Košice-okolie.

## Demografie
| An:                | 1994   | 2004   | 2014   | 2024   |
| ------------------ | ------ | ------ | ------ | ------ |
| Număr de persoane: | 31.979 | 30.349 | 29.414 | 27.336 |
| Diferență:         |        | −5,09% | −3,08% | −7,06% |

| An:                | 2023   | 2024   |
| ------------------ | ------ | ------ |
| Număr de persoane: | 27.551 | 27.336 |
| Diferență:         |        | −0,78% |

## Părți ale orașului
- Sídlisko dargovských hrdinov
- Košická Nová Ves